# Крушари (община)
Община Крушари се намира в Североизточна България и е една от съставните общини на област Добрич.

## География

### Географско положение, граници, големина
Общината е разположена в северозападната част на област Добрич. С площта си от 417,458 km2 заема 6-о сред 8-те общини на областта, което съставлява 8,84% от територията на областта. Границите ѝ са следните:
- на изток – община Генерал Тошево;
- на юг – община Добрич-селска;
- на югозапад – община Тервел;
- на северозапад – община Кайнарджа, област Силистра;
- на север – Румъния.

### Природни ресурси

#### Релеф
Цялата територията на общината попада в централната част на Добруджанското плато, което се характеризира с плоски и загладени хълмове, дълбоки и сравнително широки долини с полегати, а на места и стръмни склонове, разсечени от суходолията на реките Суха река и десните ѝ притоци Добричка река и други по-малки и безименни. Общият наклон на платото е на север. Средната надморска височина варира между 150 и 220 m. Максималната височина на община Крушари е 240 m, разположена в централната ѝ част, западно от село Александрия, в близост до хижа „Хапчаир“. Най-ниската точка на общината се намира в най-северозападната и част, северозападно от село Капитан Димитрово, в суходолието на Суха река – 47 m н.в.

#### Води
Община Крушари е лишена от постоянно течащи повърхностни води. През нея от юг на север и от югоизток на северозапад преминават няколко дълбоки, на места каньоновидни суходолия. В западната ѝ част, по границата с общините Тервел и Кайнарджа преминава част от долното „течение“ на суходолието на Суха река. В миналото реката е била с постоянно течение и водите ѝ са били използвани за водоснабдяване на местното население. Сега в коритото на реката епизодично (основно напролет и при поройни дъждове) има водно течение. Суходолието ѝ е дълбоко всечено (на места до 100 – 150 m) в аптските варовици на Добруджанското плато със стръмни, на много места отвесни склонове, осеяни с множество пещери. На нея са изградени два сравнително големи язовира („Оногур“ и „Брестница“), които през пролетта се завиряват от топенето на снеговете и водата им се използва през лятото за напояване на земеделските земи.
В суходолието на Суха река, отдясно, на територията на общината се „вливат“ още няколко суходолия. Южно от село Ефрейтор Бакалово се „влива“ суходолието на Добричка река, а след това още три безименни по-големи. На последното от тях в райна на село Абрит са изградени два микроязовира („Залтана“ и „Абрит“), а преди село Капитан Димитрово е третият. Водите им също се използват за напояване през лятото.
Подпочвените води се намират най-малко на 25 m дълбочина и за питейни нужди експлоатацията им става посредством сондажи на дълбочина 50 – 100 m.

#### Климат
Община Крушари попада в умереноконтиненталната климатична област. Известно влияние при формирането на местния климат оказва и близко разположения Черноморски басейн. Откритостта на Дунавската равнина на север позволява безпрепятствено нахлуване на студените континентални въздушни маси, поради което зимата е доста студена, пролетните мразове са често явление, d лятото е сравнително топло. Средната годишна температура е около 11°I, i юлски максимум 36 °C и януарският минимум -25 °C. Годишната сума на валежите се движи от 480 до 550 мм, т.е. районът е един от най-сухите в страната. Средният брой на дните със снежна покривка е 83. Годишната продължителност на слънчевото греене е над 2200 часа.

#### Почви
Почвите, разпространени на територията на община Крушари, са основно черноземи – карбонатни, типични и излужени, с рохкав строеж. На откритите места в обработваемите земи се наблюдават проявления на ветрова ерозия. Нейно ефикасно противодействие са създадените полезащитни горски пояси, които същевременно изпълняват снегозадържащи и влагозадържащи функции в района.

#### Природни и исторически забележителности
В землищата на селата Габер, Ефрейтор Бакалово, Зимница, Капитан Димитрово и Огняново попада част от Защитена територия Суха река, с обща площ от 2307.92 ха, обявена със Заповед № РД-538/12.07.2007 г. на МОСВ. Каньонът на руката и околностите му са природна и археологическа забележителност, както за Добричка област, така и за цяла Южна Добруджа. В българския участък на Суха река се срещат 132 вида птици – 98 от тях гнездят тук, а други са прелетни; 32 вида пернати са с неблагоприятен природозащитен статус в България и Европа. Край селата Габер, Огняново и Капитан Димитрово има множество малки пещери, като 31 от тяхса на територията на общината и са Картотекирани.
В близост до землището на с. Александрия на площ от 72 км се намира природната забележителност Александрийска гора, обявена като такава със Заповед №656/13.09.1979 г. Тя представлява единственото естествено находище на издънкови липови насаждения в област Добрич. На 1,5 km от село Александрия се намира местността Текето. Светилището, наречено „Текето“, придобива двойствен религиозен характер. До Руско-турската освободителна война то е чисто мюсюлманско светилище, посещавано и тачено от така наречените алиани, по-известни като къзълбаши. Името на местността идва от двуобредното светилище Мустафа Канаат – Св. Илия, почитано едновременно от мюсюлмани и християни. Наричано още Дървеното теке, преданието твърди, че тук са идвали на поклонение хора от цяла Добруджа и Лудогорието, за да молят светеца за прошка и благоденствие. Преданието твърди още, че тук е имало християнски манастир. Днес манастирът е възстановен до старото аязмо и местността е все така свещена.
Районът притежава уникални пещери, обявени за археологически паметници. Това са Скален манастир „Гяур евлери“ (Невернишки жилища), Пещерна колония „Кара кая“ (Черна скала) и Пещерна колония „Балабан кая“ (Голяма скала). „Гяур евлери“ е един от най-ранните скални манастири не само по българските земи, но и на територията на Европа.
На територията на община Крушари се намира най-големият укрепен античен център в земите на днешна Добруджа – Залдапа. Тя е родното място на Виталиан – предводител на известния бунт срещу император Анастасий, прераснал в 5-годишна гражданска война. Разположена е в м. Калето, между селата Абрит и Добрин. Обликът на укрепителната система свидетелства за късноримския ѝ произход. Величествените мащаби на Залдапа (над 35 ха) и монументалният характер на разкритите градежи не оставят никакво съмнение, че тя трябва да се причисли към най-големите и значителни късноантични градски центрове в тази част на Балканския полуостров.

### Населени места
Общината се състои от 19 населени места. Списък на населените места, подредени по азбучен ред, население и площ на землищата им:
| Населено място    | Пребр. на населението през 2021 г. | Площ на землището (в км2) | Забележка (старо име)                     | Населено място    | Пребр. на населението през 2021 г. | Площ на землището (в км2) | Забележка (старо име)           |
| Абрит             | 193                                | 19,673                    | Абдул Ехат, Аптаат                        | Коритен           | 183                                | 23,685                    | Хардалии                        |
| Александрия       | 44                                 | 35,032                    | Капаклии                                  | Крушари           | 987                                | 18,081                    | Армутлии                        |
| Бистрец           | 91                                 | 16,063                    | Параджик                                  | Лозенец           | 428                                | 30,230                    | Баллар, Кара баглар             |
| Габер             | 59                                 | 17,283                    | Гюргенлия                                 | Огняново          | 6                                  | 17,175                    | Кючук Ахмед, Надежда            |
| Добрин            | 64                                 | 38,944                    | Деведжи кьой                              | Полковник Дяково  | 176                                | 29,953                    | Азаплар                         |
| Ефрейтор Бакалово | 222                                | 14,434                    | Бараклар                                  | Поручик Кърджиево | 11                                 | 18,201                    | Кечи дереси                     |
| Загорци           | 92                                 | 18,682                    | Кокарджа                                  | Северняк          | 81                                 | 10,270                    | Терс Конду                      |
| Земенци           | 7                                  | 10,704                    | Ерджии                                    | Северци           | 137                                | 11,553                    | Мурсал кьой                     |
| Зимница           | 8                                  | 24,036                    | Кара къшла                                | Телериг           | 308                                | 38,186                    | Кьоселер, Хасъ Кьоселер         |
| Капитан Димитрово | 49                                 | 25,273                    | Кадъ кьой, Горно Кадъ кьой, Горно Кадиево | ОБЩО              | 3146                               | 417,458                   | няма населени места без землища |

## Административно-териториални промени
- Височайши доклад № 9283/обн. 22.12.1882 г. – преименува с. Капаклии на с. Александрия;
- Указ № 164/обн. 25.03.1899 г. – преименува с. Кючук Ахмед на с. Надежда;
- МЗ № 2191/обн. 27.06.1942 г. – преименува с. Абдул Ехат (Аптаат) на с. Абрит;

– преименува с. Параджик на с. Бистрец;
– преименува с. Хаджи кьой на с. Благовец;
– преименува с. Гюргенлии на с. Габер;
– преименува с. Деведжи кьой на с. Добрин;
– преименува с. Бараклар на с. Ефрейтор Бакалово;
– преименува с. Кокарджа на с. Загорци;
– преименува с. Ерджии на с. Земенци;
– преименува с. Кара къшла на с. Зимница;
– преименува с. Кадъ кьой (Горно Кадъ кьой, Горно Кадиево) на с. Капитан Димитрово;
– преименува с. Хардалии на с. Коритен;
– преименува с. Армутлии на с. Крушари;
– преименува с. Баллар (Кара баглар) на с. Лозенец;
– преименува с. Азаплар на с. Полковник Дяково;
– преименува с. Кечи дереси на с. Поручик Кърджиево;
– преименува с. Терс Конду на с. Северняк;
– преименува с. Мурсал кьой на с. Северци;
– преименува с. Омур кьой на с. Стрелец;
– преименува с. Кюселер (Кьоселер, Хасъ кьоселер) на с. Телериг;
- МЗ № 7552/обн. 21.11.1947 г. – преименува с. Надежда на с. Огняново;
- Указ № 582/обн. 29.12.1959 г. – заличава с. Благовец и го присъединява като квартал на с. Добрин;

– признава н.м. при клон „Абрит“ на ДЗС „Толбухин“ за с. Орлово;
– заличава с. Стрелец и го присъединява като квартал на с. Лозенец;
- Указ № 970/обн. 04.04.1986 г. – заличава с. Орлово поради изселване;

## Население

### Етнически състав
Преброяване на населението през 2011 г.
Численост и дял на етническите групи според преброяването на населението през 2011 г., по населени места (подредени по численост на населението):
| Населено място    | Численост | Численост | Численост | Численост | Численост | Численост           | Численост     | Населено място    | Дял (в %) | Дял (в %) | Дял (в %) | Дял (в %) | Дял (в %)           | Дял (в %)     |
| Населено място    | Общо      | Българи   | Турци     | Цигани    | Други     | Не се самоопределят | Не отговорили | Населено място    | Българи   | Турци     | Цигани    | Други     | Не се самоопределят | Не отговорили |
| Общо              | 4547      | 1538      | 1513      | 433       | 8         | 168                 | 887           | 100,00            | 33,82     | 33,27     | 9,52      | 0,17      | 3,69                | 19,50         |
| ----------------- | --------- | --------- | --------- | --------- | --------- | ------------------- | ------------- | ----------------- | --------- | --------- | --------- | --------- | ------------------- | ------------- |
| Абрит             | 205       | 26        | 144       | 35        | 0         | 0                   | 0             | Абрит             | 12,68     | 70,24     | 17,07     | 0,00      | 0,00                | 0,00          |
| Александрия       | 67        | 64        | 0         |           |           |                     | 0             | Александрия       | 95,52     | 0,00      |           |           |                     | 0,00          |
| Бистрец           | 113       | 12        | 99        |           | 0         | 0                   | 2             | Бистрец           | 10,61     | 87,61     |           | 0,00      | 0,00                | 1,76          |
| Габер             | 110       | 0         | 96        | 12        | 0         | 0                   | 2             | Габер             | 0,00      | 87,27     | 10,90     | 0,00      | 0,00                | 1,81          |
| Добрин            | 143       | 119       |           | 10        | 0         |                     | 13            | Добрин            | 83,27     |           | 6,99      | 0,00      |                     | 9,09          |
| Ефрейтор Бакалово | 280       | 3         | 112       | 0         | 0         | 0                   | 165           | Ефрейтор Бакалово | 1,07      | 40,00     | 0,00      | 0,00      | 0,00                | 58,92         |
| Загорци           | 124       | 21        | 0         | 17        |           |                     | 83            | Загорци           | 16,93     | 0,00      | 13,70     |           |                     | 66,93         |
| Земенци           | 16        | 16        | 0         | 0         | 0         | 0                   | 0             | Земенци           | 100,00    | 0,00      | 0,00      | 0,00      | 0,00                | 0,00          |
| Зимница           | 8         | 7         | 0         | 0         |           |                     | 0             | Зимница           | 87,50     | 0,00      | 0,00      |           |                     | 0,00          |
| Капитан Димитрово | 85        | 0         | 82        | 0         | 3         | 0                   | 0             | Капитан Димитрово | 0,00      | 96,47     | 0,00      | 3,52      | 0,00                | 0,00          |
| Коритен           | 259       | 85        | 172       | 0         | 0         | 0                   | 2             | Коритен           | 32,81     | 66,40     | 0,00      | 0,00      | 0,00                | 0,77          |
| Крушари           | 1402      | 796       |           | 351       |           | 13                  | 241           | Крушари           | 56,77     |           | 25,03     |           | 0,92                | 17,18         |
| Лозенец           | 545       | 32        | 47        | 4         | 0         | 150                 | 312           | Лозенец           | 5,87      | 8,62      | 0,73      | 0,00      | 27,52               | 57,24         |
| Огняново          | 11        | 11        | 0         | 0         | 0         | 0                   | 0             | Огняново          | 100,00    | 0,00      | 0,00      | 0,00      | 0,00                | 0,00          |
| Полковник Дяково  | 290       | 140       | 124       | 0         | 0         | 0                   | 26            | Полковник Дяково  | 48,27     | 42,75     | 0,00      | 0,00      | 0,00                | 8,96          |
| Поручик Кърджиево | 34        | 32        | 0         |           | 0         |                     | 0             | Поручик Кърджиево | 94,11     | 0,00      |           | 0,00      |                     | 0,00          |
| Северняк          | 148       | 0         | 141       | 0         | 3         | 0                   | 4             | Северняк          | 0,00      | 95,27     | 0,00      | 2,02      | 0,00                | 2,70          |
| Северци           | 211       | 22        | 187       | 0         | 0         | 0                   | 2             | Северци           | 10,42     | 88,62     | 0,00      | 0,00      | 0,00                | 0,94          |
| Телериг           | 496       | 152       | 307       | 0         |           |                     | 35            | Телериг           | 30,64     | 61,89     | 0,00      |           |                     | 7,05          |

### Вероизповедания
Численост и дял на населението по вероизповедание според преброяването на населението през 2011 г.:
|                     | Численост | Дял (в %) |
| Общо                | 4547      | 100,00    |
| Православие         | 1087      | 23,90     |
| Католицизъм         | 21        | 0,46      |
| Протестантство      |           |           |
| Ислям               | 917       | 20,16     |
| Друго               |           |           |
| Нямат               | 142       | 3,12      |
| Не се самоопределят | 337       | 7,41      |
| Непоказано          | 2034      | 44,73     |

## Транспорт
През общината преминават частично 4 пътя от Републиканската пътна мрежа на България с обща дължина 63,4 km:
- последният участък от 27,1 km от Републикански път III-293 (от km 20,2 до km 47,3);
- началният участък от 12,2 km от Републикански път III-2932 (от km 0 до km 12,2);
- последният участък от 10,9 km от Републикански път III-7001 (от km 44,8 до km 55,7);
- последният участък от 13,2 km от Републикански път III-7103 (от km 4,7 до km 17,9).

## Топографска карта
- Лист от карта K-35-8. Мащаб: 1 : 100 000.